# Північний провулок (Київ)
Півні́чний прову́лок — зниклий провулок, що існував у Святошинському районі міста Києва, місцевості Святошин, Академмістечко. Пролягав від вулиці Семашка до кінця забудови. 

## Історія
Провулок виник у середині XX століття під назвою Нова вулиця. Назву Північний провулок отримав 1955 року. 
Зник внаслідок перепланування місцевості поблизу Святошинської площі в кінці 1990-х років. Станом на 2015 рік на місці провулку знаходиться проїзд огородженою територією будівництва. Номінально провулок існує і дотепер, зокрема, у 2015 році його було включено до офіційного довідника «Вулиці міста Києва» та містобудівного кадастру.